# Nebulosa di Gum
La Nebulosa di Gum (nota anche come Gum 12) è un'immensa e tenue nebulosa diffusa, la più grande dell'intera volta celeste; invisibile con strumenti ottici, si estende nel cuore dell'antica costellazione della Nave Argo, e in particolare nelle Vele, col suo centro situato a circa 450 parsec dal sistema solare. Si sarebbe prodotta dall'esplosione di una o più supernovae alcuni milioni di anni fa.
È situata fra le due brillanti stelle Naos (ζ Puppis) e Regor (γ2 Velorum); la prima è posta più vicina al bordo della nube rivolto verso il Sole, a una distanza di circa 300 parsec, mentre la seconda, a circa 400 parsec, è situata più a ridosso del centro della nube. In direzione della sua parte sud-orientale si trova la Nebulosa delle Vele, un resto di supernova che si frappone fra la Nebulosa di Gum e il sistema solare, lungo la stessa linea di vista.
La Nebulosa di Gum è una delle nebulose più grandi conosciute all'interno della Via Lattea e costituisce un importante scenario di studio sull'espansione delle bolle generate da esplosioni di supernovae all'interno dell'ambiente dei bracci galattici, nonché sull'interazione fra queste e le nubi molecolari circostanti; sui bordi della nube infatti sono attivi alcuni limitati fenomeni di formazione stellare, localizzati in piccole nubi (note come globuli cometari a causa del loro aspetto). Presso alcuni di questi globuli si trovano anche alcuni oggetti HH, tra cui HH 47.

## Osservazione

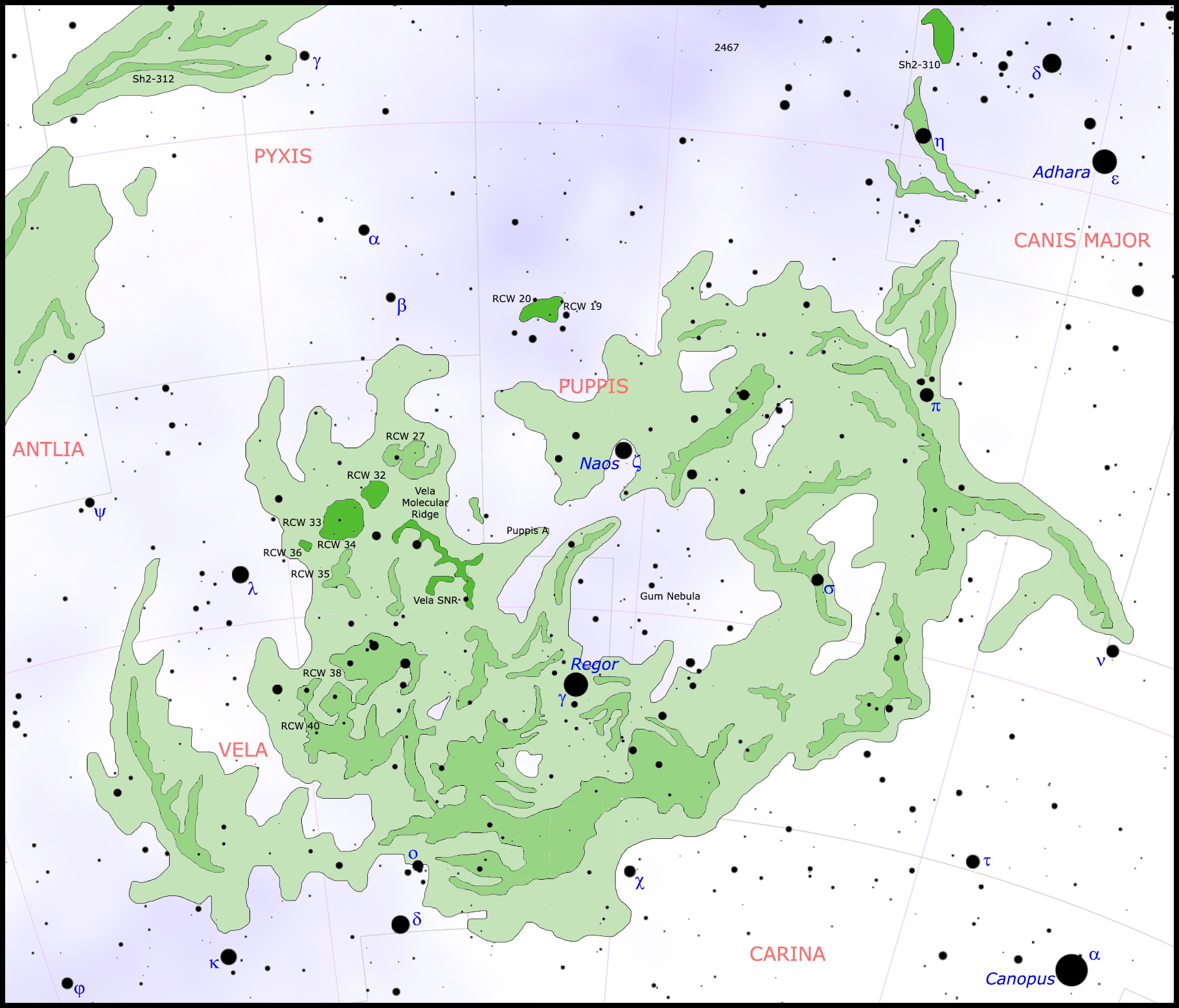
Mappa della Nebulosa di Gum

La Nebulosa di Gum appare come un'estesa e debole nebulosa che ricopre la parte di cielo a contatto fra le costellazioni della Poppa e delle Vele; le sue dimensioni sono tali che essa appare come la nebulosa più estesa della volta celeste. Non è visibile né otticamente, né con un telescopio amatoriale, poiché i suoi filamenti sono molto tenui; gran parte delle sue emissioni sono nella banda dell'infrarosso e dell'Hα. La sua posizione è fortemente australe, pertanto la visibilità dall'emisfero boreale è fortemente penalizzata: di fatto la nube è visibile per intero solo a partire dalle latitudini boreali inferiori, a sud del 35º-36º parallelo nord, mentre oltre il 50° N diventa completamente invisibile. Dall'emisfero australe al contrario è ben osservabile durante quasi tutte le notti dell'anno (in particolare nei mesi compresi fra dicembre e aprile).
La sua parte più interna fu individuata per la prima volta nel 1939 da Otto Struve, il quale non percepì la reale entità dell'oggetto; all'inizio degli anni cinquanta un giovane astronomo australiano, Colin Stanley Gum, riprese questa regione della Via Lattea australe nell'infrarosso, scoprendone così la reale estensione: essa infatti copre tutta la parte occidentale della costellazione delle Vele, lambisce a sud quella della Carena e prosegue nella Poppa, coprendone l'intera parte sud-orientale e terminando nei pressi della stella π Puppis. Il resoconto della sua scoperta venne pubblicato nel 1955, in un lavoro dal titolo A study of diffuse southern H-alpha nebulae (traducibile in: "Uno studio delle nebulose diffuse H-alfa australi").

## Caratteristiche

La stella Naos, posta entro i bordi esterni della Nebulosa di Gum; secondo alcuni studi, una delle concause dell'espansione della nube sarebbe stata l'esplosione di una sua compagna fisica

La Nebulosa di Gum è di gran lunga l'oggetto dominante delle longitudini galattiche comprese fra l=250° e l=270°; il suo aspetto è simile a un'enorme sfera cava di gas ionizzato, il cui diametro si estende per circa 30° di volta celeste. Il bordo settentrionale è individuabile nei pressi della stella π Puppis, mentre il confine meridionale si trova a pochi gradi dall'asterismo australe della Falsa Croce. Mentre i bordi meridionali appaiono molto ben definiti, per quelli settentrionali permangono delle incertezze: secondo alcuni scienziati infatti questo bordo coinciderebbe con una lunga serie di filamenti gassosi posti prevalentemente nella costellazione della Bussola e noti con la sigla Sh2-312; altri scienziati ritengono che questi filamenti si trovino troppo distanti dal punto di origine della Nebulosa di Gum, e che possiedano una velocità radiale differente; questo scenario ha portato gli studiosi a ipotizzare che tali filamenti costituiscano una nube distinta rispetto alla Nebulosa di Gum e con un moto differente, rivolto verso nella nostra direzione.
La distanza media della nube è pari a circa 450 parsec (1 470 anni luce) ed è situata sul bordo interno del Braccio di Orione, in cui si trova anche il sistema solare e la quasi totalità delle stelle osservabili a occhio nudo; la sua estensione coincide con lo spazio compreso fra le due stelle Naos (ζ Puppis) e Regor (γ2 Velorum); l'origine di questa struttura è stata a lungo dibattuta: in passato è stato ipotizzato che si tratti di un'antica sfera di Strömgren, ossia una bolla di idrogeno ionizzato, mentre secondo altre ipotesi si tratterebbe di un resto di supernova. Quest'ultimo è lo scenario più accreditato, ossia un'espansione della nube in seguito all'esplosione di una o più supernovae; la ionizzazione dei gas della nube è data dalle due stelle luminose poste agli estremi della nube stessa, ζ Puppis e γ2 Velorum.
Per indagare le origini della Nebulosa di Gum è stato studiato il contesto galattico a cui essa appartiene. Al di là di questa nube si trova infatti una brillante associazione OB (nota come Vela OB2, in cui è inclusa la stessa γ2 Velorum), una stella di Wolf-Rayet (situata nei pressi della regione centrale della nebulosa, a circa 400 parsec), mentre ad alcune centinaia di parsec dalla parte opposta rispetto al Sole si trova il grande complesso nebuloso noto come Vela Molecular Ridge; In questo contesto, la stella ζ Puppis fa eccezione: si tratta infatti di una supergigante blu fuggitiva, ossia con un elevato moto proprio, situata a circa 300 o 330 parsec di distanza, sul lato della nebulosa rivolto verso il Sole; questa sua elevata velocità la porta a trovarsi lontana sia rispetto alle regioni nebulose in grado di generare stelle con la sua massa, sia rispetto alle altre stelle del suo stesso tipo, considerando che la sua origine è il giovanissimo ammasso aperto Tr 10. Alcuni studiosi hanno messo in relazione l'origine della nebulosa con l'attuale posizione di ζ Puppis, suggerendo che una delle concause dell'espansione della nube sia stata l'esplosione di una compagna fisica della stessa ζ Puppis, la cui potente onda d'urto avrebbe impresso a tale stella una notevole velocità, alterandone il normale moto e allontanandola dal punto in cui è avvenuta l'esplosione. Secondo il medesimo modello, i bordi della nebulosa si espandono in modo differente fra di loro: la parte rivolta verso il Sole sembra infatti espandersi più velocemente rispetto a quella rivolta sul lato opposto, probabilmente ostacolata dalla presenza del Vela Molecular Ridge. Gli eventi che hanno generato la Nebulosa di Gum avrebbero avuto luogo da 1 a 6 milioni di anni fa.
La parte sudoccidentale della Nebulosa di Gum sembra sovrapporsi sulla linea di vista di una grande struttura ad anello composta da polveri, con una grande cavità al centro; questa bolla, a cui è stato assegnato il nome di IRAS Vela Shell, sarebbe stata causata dall'azione del vento stellare dell'associazione Vela OB2; appare infatti centrata sulla stella γ2 Velorum, facente parte di quest'associazione. Attorno a questa bolla si sono accumulati i gas e le polveri che originariamente componevano un grande complesso nebuloso molecolare, da cui le stelle dell'associazione stessa hanno avuto origine.

## Fenomeni di formazione stellare associati
L'onda d'urto causata dall'espansione della Nebulosa di Gum e l'intensa radiazione ultravioletta delle stelle di grande massa della regione hanno eroso e compresso i gas delle nubi circostanti, favorendo in molti casi i fenomeni di formazione stellare; questi fenomeni riguardano in particolare la nascita di stelle di piccola e media massa.

### I globuli cometari

Il globulo cometario CG1, sul bordo occidentale della Nebulosa di Gum

Gli oggetti più noti associati alla Nebulosa di Gum e alla IRAS Vela Shell sono i cosiddetti globuli cometari. Queste particolari strutture sono i resti di nubi molecolari a cui la potente radiazione ultravioletta di ζ Puppis e γ2 Velorum ha strappato gli strati più esterni; il gas che componeva questi strati costituisce una sorta di lunga chioma orientata nella direzione opposta rispetto alle fonti della radiazione e al fronte di ionizzazione. Ciò che resta di queste nubi è il denso nucleo, le cui caratteristiche sono quelle dei globuli di Bok e in cui avviene la formazione stellare, in particolare di stelle di piccola massa. Secondo un altro modello, la fonte dell'energia che ha divelto gli strati esterni delle nubi non sarebbe la radiazione ultravioletta delle due stelle, ma la potente onda d'urto causata dall'esplosione delle supernovae che hanno generato la nebulosa. I globuli noti in questa regione sono 36 e la maggior parte di essi si concentra attorno alle coordinate galattiche l=260°; b=-4°, in una posizione intermedia fra il centro della Nebulosa di Gum e quello della IRAS Vela Shell.
Il più notevole di tali globuli cometari si trova nella parte nordorientale della Nebulosa di Gum, in una posizione isolata, ed è catalogato come CG22; possiede una coda che si estende per oltre un grado, corrispondente a circa 8 parsec alla distanza di 450 parsec, e un denso capo di 2' di diametro. Al suo interno si trova la sorgente IRAS 08267−3336, coincidente con un oggetto stellare giovane di classe II indicato come Wray 220, appartenente alla classe delle T Tauri e circondato probabilmente da un disco protoplanetario; la sua luminosità è pari a 13 L⊙.
Fra gli altri globuli spicca CG1, le cui dimensioni della coda, particolarmente spessa, raggiungono i 25'; il bozzolo del capo ha invece un diametro di circa 2', mentre la massa totale della struttura è di circa 45 M⊙. La caratteristica più importante di questo globulo è la presenza sulla sua punta della stella Ae/Be di Herbig NX Puppis, la cui età si aggira sui 6 milioni di anni e la cui classe spettrale, A0-1III o forse F0-2III, indica che si tratta di una stella di grande massa; fa parte di un sistema binario in cui la componente minore, NX Puppis B, giace a 0,126" di separazione. A questo sistema è legato anche un terzo oggetto più distante, una stella T Tauri (denominata NX Puppis C) dalla massa pari a 0,3 M⊙.

La nube Sa 101, con a sinistra il globulo CG4 e in alto il piccolo globulo CG7.

Un altro globulo di grandi dimensioni è CG4, situato sul bordo meridionale della nebulosa e associato a un altro globulo visibile più a nord, CG6; la loro massa è rispettivamente di 50 M⊙ e di 5,5 M⊙; entrambi fanno parte di un complesso nebuloso noto come Sa 101. Questa regione offre l'opportunità di capire come si presentassero le nubi originarie prima che l'azione della radiazione delle stelle più massicce ne erodesse gli strati esterni trasformandoli in globuli cometari: la nube da cui derivano i due globuli CG4 e CG6 è stata pesantemente influenzata dalla potente radiazione ultravioletta di γ2 Velorum, che ne ha profondamente eroso i gas formando i globuli osservabili attualmente; la retrostante Sa 101 invece è stata riparata più a lungo dalla radiazione proprio a causa di questa nube, riuscendo a conservarsi pressoché intatta per un periodo di tempo maggiore, fino a quando, in tempi astronomicamente molto recenti, la radiazione della stella è riuscita a raggiungerla, comprimendola e innescando dei fenomeni di formazione stellare al suo interno. La presenza di oggetti stellari giovani nella nube è stata confermata dalla scoperta di 7 stelle con emissioni Hα, catalogate da CG-Hα1 a CG-Hα7, le cui caratteristiche spettrali e l'associazione con delle nubi oscure fanno pensare che si tratti di stelle T Tauri.
Sul bordo settentrionale, poco a sud-ovest della nebulosa RCW 19, è presente un complesso sistema formato da tre globuli (catalogati come CG30, CG31 e CG38), le cui larghe code si sovrappongono visivamente in direzione nord. La caratteristica più notevole di questa regione è la presenza del getto HH 120, un oggetto HH situato all'interno del globulo CG30 e composto da 11 agglomerati più densi di gas, indicati con le lettere da A a K; la sorgente della radiazione che eccita i gas dell'oggetto, nonché la responsabile dell'illuminazione della nebulosa a riflessione associata, è la stella CG30-IRS4, posta in direzione sud-est e ben evidente nelle immagini all'infrarosso, essendo anche stata catalogata dall'IRAS con la sigla IRAS 08076−3556. Secondo alcuni studi, CG30-IRS4 coincide con una giovanissima protostella di Classe I o anche di Classe 0, circondata da un disco la cui massa si aggira sulle 0,07M⊙; il denso globulo che la avvolge ha invece una massa pari a 8M⊙. Un'altra stella situata all'interno della nube è CG-IRS4. La nebulosa a riflessione illuminata dalla stella rappresenterebbe invece la parete di una cavità scavata dall'attività del getto originatosi dalla stella stessa. Tramite lo studio di HH 120 e del vicino HH 948, più piccolo del precedente, si è scoperto che entrambi si originano da CG30-IRS4, la quale pertanto risulta essere una protostella doppia o forse multipla. A questi oggetti si aggiunge anche HH 949, che mostra 8 componenti distinte (catalogate da A a G).
Fra gli altri globuli cometari di minore entità vi è CG13, con una lunga chioma e un denso nucleo in cui si trova una stella nebulosa di classe F (catalogata come Bernes 136); ad appena 15' da questa stella si trova una sorgente di radiazione Hα nota come CG13-Hα 8, la cui distanza dal globulo nebuloso è di circa 2 parsec.

### Altri oggetti

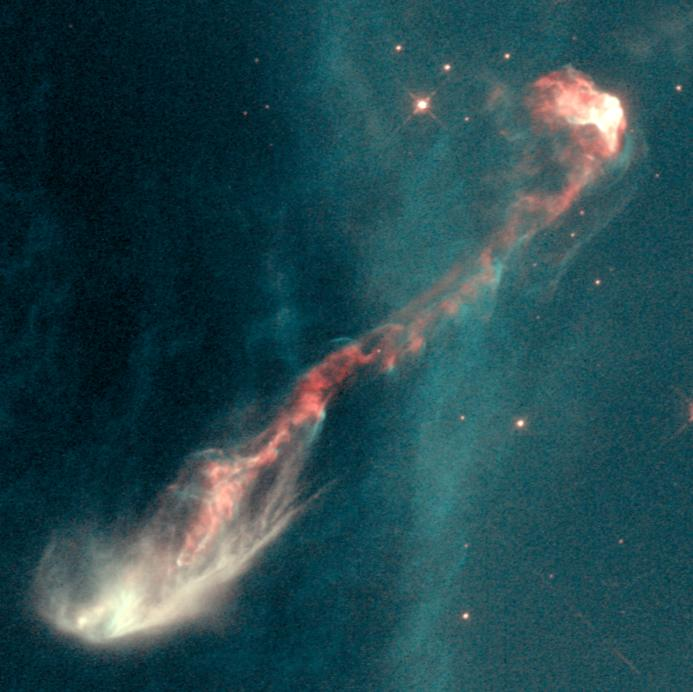
Il celebre getto bipolare HH 46/47, fotografato dal Telescopio Spaziale Hubble

Fra gli altri oggetti notevoli, il più noto è l'oggetto HH 46/47, situato sul bordo meridionale della Nebulosa di Gum sulla punta di una nube oscura dall'aspetto cometario nota come Sa 111; a causa della sua particolare facilità di osservazione e dell'elevata collimazione fra i due capi del getto, tale struttura è stata oggetto di numerosi studi. Il corpo principale della struttura a getto è costituita da HH47A, da cui si diramano due deboli strutture ad arco, mentre l'estremità opposta del getto è nota come HH46; la lunga scia di aspetto nodoso che mette in comunicazione i due getti principali è catalogata come HH47B. La sorgente del getto è nascosta nel globulo e l'estremità maggiore (composta da HH46 e HH47A, B e D) è la parte rivolta verso il Sole; la parte più remota e sospinta nella direzione opposta a noi è invece identificata come HH47C. Data la distanza media di circa 450 parsec, l'oggetto possiede una lunghezza di circa 3 parsec, mentre la sua età è stata stimata in circa 3 milioni di anni.
La parte centrale della componente HH46 ha le caratteristiche proprie di una nebulosa a riflessione, la cui fonte di illuminazione è probabilmente una stella T Tauri, nota come HH46 IRS; nel corso degli anni è stato osservato che la luminosità della nebulosa centrale non si mantiene costante, ma varia sensibilmente, probabilmente a causa della variabilità della stella centrale. HH47A mostra inoltre un'elevata densità elettronica, ma allo stesso tempo mostra un'elevata eccitazione dei suoi gas, mentre le altre componenti della struttura mostrano una densità elettronica inferiore ma un grado di eccitazione più elevato.
Parte del gas della nube Sa 111 è illuminato da tre stelle, catalogate nel 1975 assieme alle rispettive nebulose a riflessione con le sigle, vdBH 12a, vdBH12b e vdBH 16; tutte e tre le stelle appartengono allo stesso complesso nebuloso, legato a sua volta alla Nebulosa di Gum; le prime due sono connesse a Sa 111 e all'adiacente Sa 109, mentre vdBH 16 illumina la nube Sa 112. Quest'ultima è una stella binaria di pre-sequenza principale, posta appena 1' a nord di un'altra stella giovane fisicamente vicina, coincidente con la sorgente IRAS 08261−5100.
Sa 109 è una nube composta da due oggetti più densi, catalogati nel 1981 con le sigle Re 4 e Re 5, in cui hanno luogo fenomeni di formazione distinti. Il primo di questi globuli contiene un oggetto HH catalogato come HH 188, e una sorgente di radiazione infrarossa identificata dall'IRAS e catalogata come IRAS 08194−4921, la sorgente dell'energia fornita all'oggetto HH; questa sorgente coincide con la stella Re 4 FIR (dove FIR è l'acronimo di lontano infrarosso), probabilmente una stella doppia, come è suggerito dalla presenza di due getti irradianti dalla stessa, composta da due stelle di Classe 0 o Classe I con un disco di accrescimento. Una seconda stella visibile in direzione della nube, di classe K5, non ne farebbe invece fisicamente parte, essendo in primo piano. Re 5 invece appare come una nube dall'aspetto cometario, associata a una sorgente infrarossa annidata in profondità nella nube stessa e catalogata come IRAS 08196−4931.

### Testi generali
- (EN) Robert Burnham, Jr, Burnham's Celestial Handbook: Volume Two, New York, Dover Publications, Inc., 1978.
- (EN) Thomas T. Arny, Explorations:  An Introduction to Astronomy, 3 updatedª ed., Boston, McGraw-Hill, 2007, ISBN 0-07-321369-1.
- AA.VV, L'Universo - Grande enciclopedia dell'astronomia, Novara, De Agostini, 2002.
- W. Owen, et al, Atlante illustrato dell'Universo, Milano, Il Viaggiatore, 2006, ISBN 88-365-3679-4.

### Testi specifici

#### Sull'evoluzione stellare
- (EN) C. J. Lada, N. D. Kylafits, The Origin of Stars and Planetary Systems, Kluwer Academic Publishers, 1999, ISBN 0-7923-5909-7.
- A. De Blasi, Le stelle: nascita, evoluzione e morte, Bologna, CLUEB, 2002, ISBN 88-491-1832-5.
- C. Abbondi, Universo in evoluzione dalla nascita alla morte delle stelle, Sandit, 2007, ISBN 88-89150-32-7.

#### Sulla Nebulosa di Gum
- Pettersson, B., Young Stars and Dust Clouds in Puppis and Vela, in Handbook of Star Forming Regions, Volume II: The Southern Sky ASP Monograph Publications, vol. 5, dicembre 2008,  p. 43, ISBN 978-1-58381-670-7. (Versione in pdf)

### Carte celesti
- Toshimi Taki, Taki's 8.5 Magnitude Star Atlas, su geocities.jp, 2005. URL consultato il 7 novembre 2010 (archiviato dall'url originale il 5 novembre 2018). - Atlante celeste liberamente scaricabile in formato PDF.
- Tirion, Rappaport, Lovi, Uranometria 2000.0 - Volume II - The Southern Hemisphere to +6°, Richmond, Virginia, USA, Willmann-Bell, inc., 1987, ISBN 0-943396-15-8.
- Tirion, Sinnott, Sky Atlas 2000.0, 2ª ed., Cambridge, USA, Cambridge University Press, 1998, ISBN 0-933346-90-5.